# Анастасий (Воскресенский)
Архимандри́т Анаста́сий (до пострижения Афана́сий Григо́рьевич Воскресе́нский; около 1790, Юрьевецкий уезд, Костромское наместничество — февраль 1855, Боголюбский монастырь, Владимирская губерния) — архимандрит Московского Высокопетровского монастыря Русской православной церкви.

## Биография
Родился около 1790 года в селе Новое Воскресенское Юрьевецкого уезда в семье священника. Образование получил в Костромской и Троицкой духовных семинариях; в 1818 году кончил курс Московской духовной академии со степенью магистра богословия, и был определен инспектором и профессором церковной истории и еврейского языка в Вятскую духовную семинарию.
21 ноября 1818 года постригся в монашество с именем Анастасия, 24 ноября рукоположен в иеродиакона, а 6 декабря — во иеромонаха.
19 декабря 1821 года причислен к соборным иеромонахам Московского Донского монастыря.
С сентября 1823 года — ректор Вятской духовной семинарии; 23 ноября 1824 года возведён в сан архимандрита Слободского Крестовоздвиженского монастыря.
В начале 1826 года перемещён на ту же должность в Пензенскую духовную семинарию.
23 августа 1828 года назначен ректором Вифанской духовной семинарии и настоятелем Московского Высокопетровского монастыря.
В 1830 году за архимандритом Анастасием стали замечать припадки умопомешательства; он был уволен от занимаемых должностей и поселился в Боголюбовом монастыре, где и скончался.